# Сура Ат-Талак
Сура Ат-Талак (араб. سورة الطلاق‎) або Розлучення — шістдесят п'ята сура Корану. Мединська, містить 12 аятів.